# Paolo Toni
Paolo Toni (Agliana, 1º gennaio 1948) è un insegnante italiano esperto di tematiche sulla didattica della matematica ai giovani, con particolare riguardo agli aspetti ludico-matematici, settore nel quale è autore di diverse pubblicazioni. Svolge inoltre attività di promozione della matematica tra i giovani nell'ambito dell'associazione Mathesis.

## Studi e attività
Laureato all'Università di Firenze nel 1972, con 108/110, ha insegnato matematica e fisica al Liceo scientifico "Enrico Fermi" di Padova fino all'agosto 2010. Svolge inoltre attività di divulgazione e animazione nel campo della matematica ricreativa. Ha al suo attivo un'intensa ricerca didattica che lo vede presente ai maggiori congressi nazionali e internazionali, quale l’International Congress on Mathematical Education (ICME): 3° ICME - Karlsruhe 1976, 6° ICME - Budapest 1988, 7° ICME - Québec 1992 e 8° ICME - Siviglia 1996, dedicandosi alle Olimpiadi e al linguaggio matematico.
Negli anni scolastici 1981/82 e 1982/83 è stato ideatore, animatore e condirettore di un N.R.D. (Nucleo di Ricerca Didattica) del C.N.R. sul tema “Gare di Algebra nel Biennio”.
È ideatore e organizzatore iniziale della gara matematica "Città di Padova" in collaborazione con l'associazione Mathesis patavina. 
Ha collaborato alla conduzione dell'Olimpiade matematica italiana dell'edizione italiana (1991), come membro della giuria.
È stato collaboratore del Centro di ricerche didattiche "Ugo Morin" di Paderno del Grappa.
Ha tenuto conferenze presso le Mathesis di Mantova, Padova, Vicenza, Firenze, Brescia, Pavia, Varese e l'IPRASE di Trento e in diverse scuole superiori della Lombardia e del Veneto.È stato docente in tre corsi abilitanti di matematica (e matematica e fisica) per le superiori.
Nel novembre 2008 ha tenuto un corso di aggiornamento, autorizzato dal Ministero P.I. per insegnanti delle scuole medie superiori, presso il Monastero di Camaldoli (AR), dal titolo:
"Da Pitagora a San Francesco – Insegnare la matematica con gaudio e letizia". 
```
    “Laudato sii mi Signore per sora nostra Matematica
```

```
             che apre la mente alla contemplazione
```

```
                         e ci induce in grande umiltate.”
```

Nel febbraio 2009 ha tenuto un corso simile di 20 ore presso l'ITIS "G. Pentasuglia" di Matera. Dall'agosto 2010 fino al 2021 ha tenuto lezioni presso la Scuola Estiva di Matematica - Ist. Filippin di Paderno del Grappa, a cura del Centro Ugo Morin, per la preparazione degli studenti alle olimpiadi matematiche. Dal 2013 ha collaborato con la Bottega di matematica dell’Associazione DIESSE, dove ha tenuto varie conferenze. Ha tenuto un corso online sull’aritmogeometria pitagorica con l’Associazione Tokalon nell’a.s. 20/21.

## Libri
- Scintille matematiche. Giochi e gare di creatività e logica, Franco Muzzio editore, 1985, 19932, 20053 ISBN 9788874131280
- Scintille Matematiche. Giochi e gare di creatività e logica, nuova edizione 2011, Editori Riuniti University Press, ISBN 9788864730417[4]
- Guida allo studio: matematica. Giochi e gare di creatività e logica, Muzzio editore, 2000, ISBN 9788870219654[5]
- (con P. Domenico Lamberti) Esplorando l'analisi matematica. Complementi e quadri di analisi matematica con quesiti di approfondimento e ricerca. Per le Scuole superiori, SEI, 1996, ISBN 9788805024391
- Disfide matematiche a scuola, Muzzio editore, 1985 19872, ISBN 9788870213584
- 100 + 1 Problems in Advanced Calculus. A Creative Journey through the Fjords of Mathematical Analysis for Beginners, Springer, 2022, ISBN 9783030918620[6]
- Don Corso Guicciardini. Gigante di carità "sempre in un cantuccio". Ricordi di una vita, Società Editrice Fiorentina, 2023, ISBN 9788860326706
- Dov’è il Cuore della matematica? In autoeditoria con StreetLib2017 ISBN 9788826000435
- (con P. Domenico Lamberti) Esplorando l'analisi matematica. Complementi e quadri di analisi matematica con quesiti di approfondimento e ricerca. Per le Scuole superiori, SEI, 1996, ISBN 9788805024391
- Disfide matematiche a scuola, Muzzio editore, 1985 19872, ISBN 9788870213584

## Pubblicazioni varie
- A "Bouquet" of Discontinuous Functions for Beginners in Mathematical Analysis, di Giacomo Drago, Pier Domenico Lamberti e Paolo Toni, in American Mathematical Monthly, Volume 118, Number 9, November 2011, pp. 799–811 (13)[7]
- Giocare con la matematica è tempo perso?, in "Didattica delle scienze", n. 165 - 1993, pp. 43–44, Editrice La Scuola, Brescia
- Gare di algebra nel biennio, in "L'insegnamento della matematiche e delle scienze integrate", Paderno del Grappa, Centro di ricerche didattiche Ugo Morin, Vol. 7, n. 4-5, ottobre 1984, pp. 36–80
- H12 Magic Star, in "L'insegnamento della matematiche e delle scienze integrate", Paderno del Grappa, Centro di ricerche didattiche Ugo Morin, Vol. 5, n. 3, giugno 1982, pp. 51–66.
- Funghi Matematici e Matematica come scienza semi-empirica, Pier Domenico Lamberti, Luigi Provenzano e Paolo Toni, in Scuola Secondaria n. 2 Ottobre 2021 pp. 38 - 57 Editrice La Scuola, Brescia
- Studio di funzione senza derivate, disequazioni… «L’insegnamento della matematica e le scienze integrate» Vol 43B, n. 4 (ottobre 2020), pp.405-418.
- La bellezza in Matematica, in «L’insegnamento della matematica e le scienze integrate» Vol 38B, n. 2 (aprile 2015), pp.181-187.
- La bellezza in Matematica, in «L’insegnamento della matematica e le scienze integrate» Vol 40B, n. 3 (giugno 2017), pp.361-365.
- Impossibile changes in mathematical language: inequation/“ordination”, Recueil des résumés de communications brèves, L'ardoise, ICME 7 Québec 1992.